# Vooruit (waterschap)
Vooruit is een voormalig waterschap in de provincie Groningen.
Het schap, dat ten westen van Wildervank lag, had als taak de bemaling van de gronden. De molen sloeg uit op het Westerdiep.
Waterstaatkundig gezien ligt het gebied sinds 2000 binnen dat van het waterschap Hunze en Aa's.